# Astyanax (Gattung)
 Astyanax  (Syn.: Bramocharax) ist eine artenreiche Süßwasserfischgattung aus der Salmlerfamilie Acestrorhamphidae. Astyanax-Arten kommen vom gemäßigten Südamerika (Patagonien) über Mittelamerika bis zum südlichen Nordamerika (Arizona, New Mexico) vor. Die Gattung wurde nach Astyanax benannt, dem Sohn des trojanischen Königssohnes Hektor und dessen Gemahlin Andromache. Zur Gattung gehört der Blinde Höhlensalmler, ein als Kuriosum oft verkaufter Süßwasserzierfisch.

## Merkmale
Astyanax-Arten werden 4,3 bis 22 Zentimeter lang und haben eine gestreckte, seitlich stark abgeflachte Gestalt. Charakteristikum der Gattung ist die Unterkieferbezahnung, die immer aus 4 bis 5 großen mehrspitzigen Zähnen im Vorderteil und 5 bis 10 sehr viel kleinen Zähnen an den Seiten besteht. Die Prämaxillare hat zwei Zahnreihen, fünf Zähne stehen in der zweiten. Astyanax-Arten besitzen Rundschuppen. Die Seitenlinie ist vollständig, die Afterflosse mittellang, die Schwanzflosse tief gegabelt. Eine Fettflosse ist vorhanden. Die Färbung ist meist silbrig. Oft ist ein dunkler Schulterfleck vorhanden, eine dunkle grünliche Längsbinde oder ein dunkler Fleck auf dem Schwanzflossenstiel. Die Flossen sind meist gelblich oder rötlich und tragen weiße Spitzen. Weibchen sind größer als die Männchen und besonders zur Laichzeit durch ihren fülligeren Körper gut von den schlankeren Männchen zu unterscheiden.
Astyanax-Arten sind Allesfresser und in Bezug auf die Temperatur und die Wasserqualität sehr anpassungsfähig.

## Äußere Systematik
Astyanax wird der Unterfamilie Stethaprioninae zugeordnet und gehört dort zur Tribus Gymnocharacini.

## Arten
Der Datenbank Fishbase zufolge gehörten zu Astyanax Anfang 2020 160 Arten. In dieser Zusammensetzung war Astyanax jedoch keine monophyletische Gattung. In einer im April 2020 veröffentlichten Revision der Gattung wurden deshalb zahlreiche Arten aus Astyanax ausgegliedert und den Gattungen Deuterodon, Eretmobrycon, Jupiaba,  Tetragonopterus oder Zygogaster zugeordnet sowie in die neu eingeführten bzw. revalidierten Gattungen Andromakhe, Makunaima oder Psalidodon gestellt. Im September 2024 wurden weitere elf Arten in die Gattung Psalidodon verschoben. In Astyanax verbleiben:
- Astyanax abramis (Jenyns, 1842)

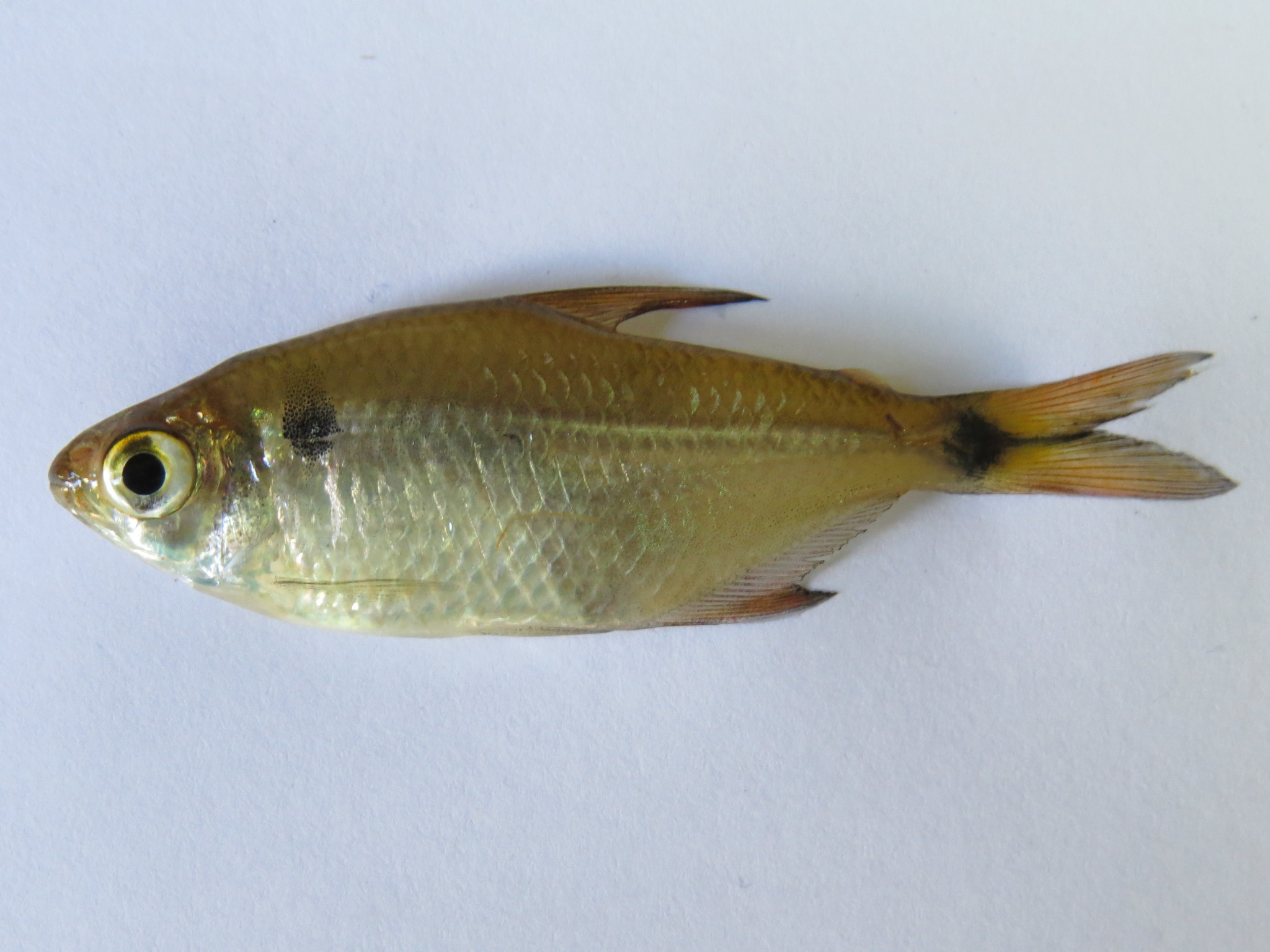
Astyanax bimaculatus

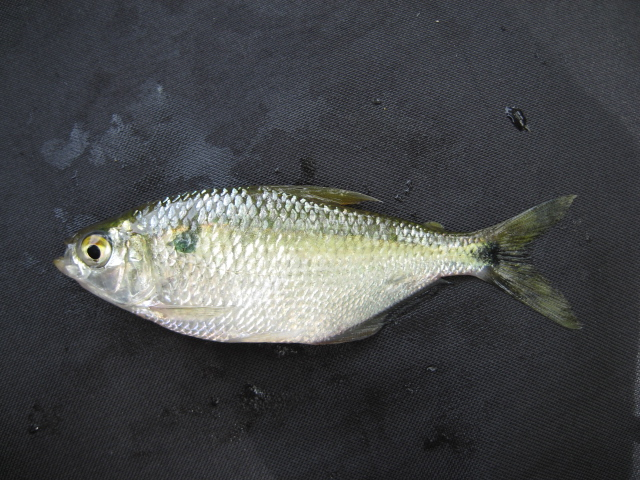
Astyanax caucanus

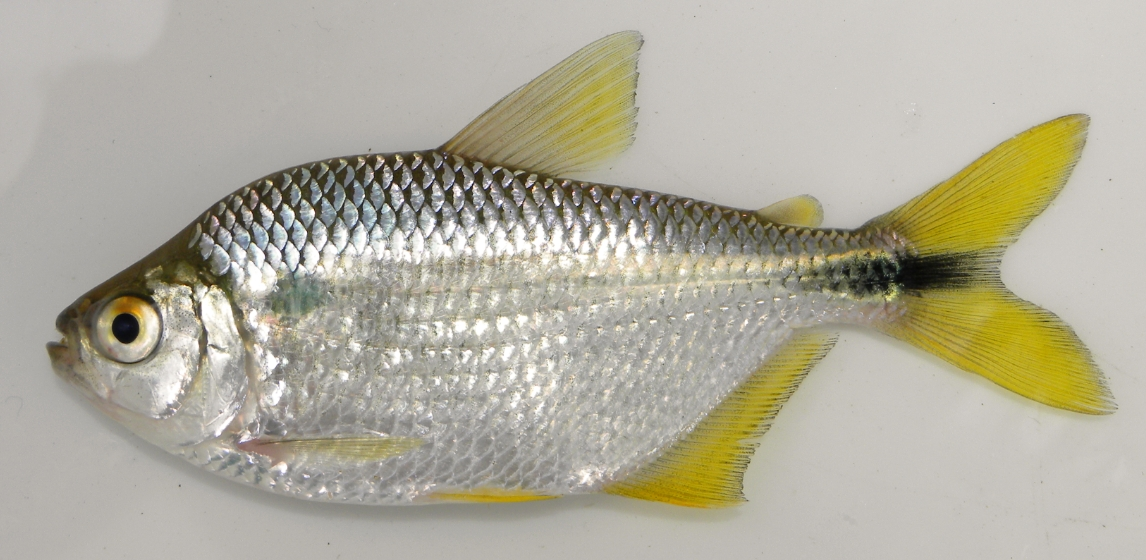
Astyanax lacustris

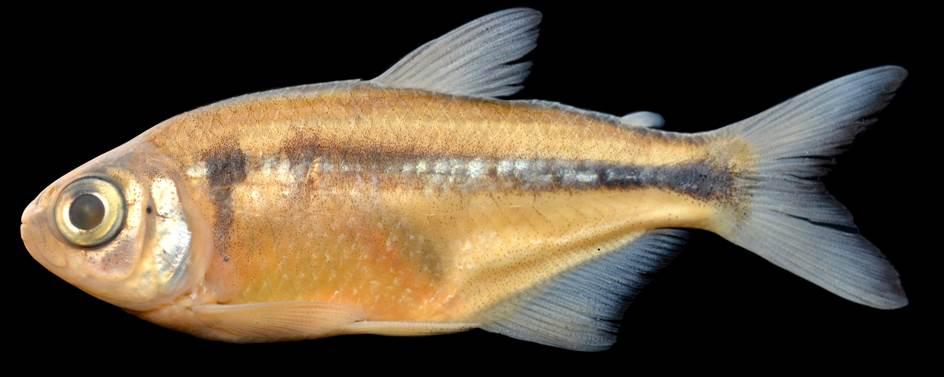
Astyanax powelli

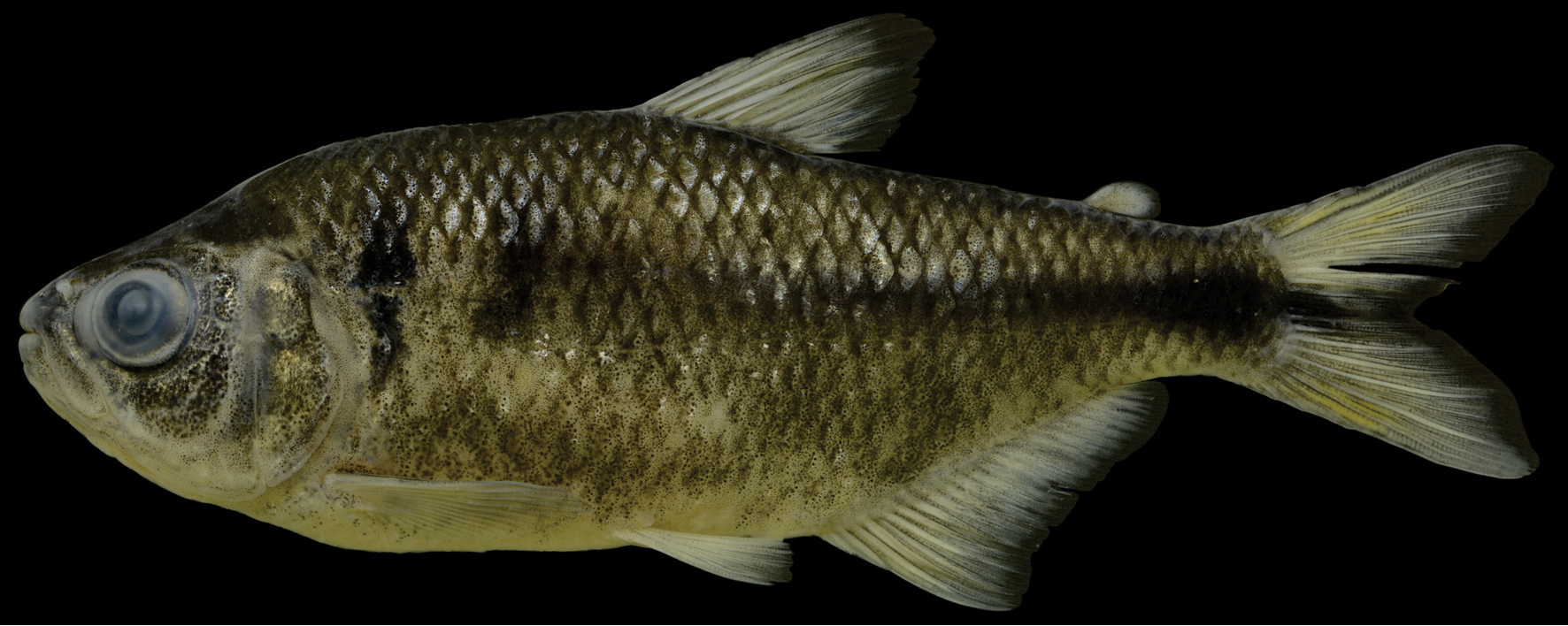
Astyanax taurorum

- Astyanax acatlanensis Schmitter-Soto, 2017[3]
- Astyanax alburnus (Hensel, 1870)
- Astyanax altiparanae Garutti & BrAngulo et al., 2018
- Astyanax anai Angulo et al., 2018
- Astyanax angustifrons (Regan, 1908)
- Astyanax argentatus Baird & Girard, 1854, Typusart
- Astyanax argyrimarginatus Garutti, 1999
- Astyanax armandoi Lozano-Vilano & Contreras-Balderas, 1990
- Astyanax asuncionensis Géry, 1972
- Astyanax bacalarensis Schmitter-Soto, 2017[3]
- Astyanax bagual Bertaco & Vigo, 2015
- Astyanax baileyi (Rosen, 1972)
- Astyanax bimaculatus (Linnaeus, 1758) = Rautensalmler
- Astyanax bourgeti Eigenmann, 1908
- Astyanax brachypterygium Bertaco & Malabarba, 2001
- Astyanax bransfordii (Gill, 1877)
- Astyanax brevirhinus Eigenmann, 1908
- Astyanax brucutu Zanata, Lima, Dario & Gerhard, 2017
- Astyanax caballeroi (Contreras-Balderas & Rivera-Tiellery, 1985)
- Astyanax chaparae Fowler, 1943
- Astyanax cubilhuitz Schmitter-Soto, 2017[3]
- Astyanax cordovae (Günther, 1880)
- Astyanax depressirostris Miranda Ribeiro, 1908
- Astyanax dolinae da Graça et al., 2017
- Astyanax dorioni (Rosen, 1970)
- Astyanax douradilho Bertaco, 2014
- Astyanax epiagos Zanata & Camelier, 2008
- Astyanax eremus Ingenito & Duboc, 2014
- Astyanax fasslii (Steindachner, 1915)
- Astyanax gisleni Dahl, 1943
- Astyanax gracilior Eigenmann, 1908
- Astyanax guaricana Oliveira et al., 2013
- Astyanax integer Myers, 1930
- Astyanax jacobinae Zanata & Camelier, 2008
- Astyanax jacuhiensis (Cope, 1894)
- Astyanax jenynsii (Steindachner, 1877)
- Astyanax jordanensis Alacaraz, Pavaneli & Bertaco, 2009
- Astyanax jordani (Hubbs and Innes, 1936)
- Astyanax kennedyi Géry, 1964
- Astyanax keronolepis Silva et al., 2019
- Astyanax kompi Hildebrand, 1938
- Astyanax kullanderi Costa, 1995
- Astyanax leopoldi Géry, Planquette & Le Bail, 1988
- Astyanax longior (Cope, 1878)
- Astyanax lorien Zanata et al., 2018
- Astyanax macal Schmitter-Soto, 2017[3]
- Astyanax maculisquamis Garutti & Britski, 1997
- Astyanax maximus (Steindachner, 1877)
- Astyanax megaspilura Fowler, 1944
- Astyanax mexicanus (De Filippi, 1853)
- Astyanax microlepis Eigenmann, 1913
- Astyanax microschemos Bertaco & De Lucena, 2006
- Astyanax myersi (Fernández-Yépez, 1950)
- Astyanax nasutus Meek, 1907
- Astyanax nicaraguensis Eigenmann & Ogle, 1907
- Astyanax novae Eigenmann, 1911
- Astyanax obscurus (Hensel, 1870)
- Astyanax ocotal Schmitter-Soto, 2017[3]
- Astyanax orbignyanus (Valenciennes in Cuvier & Valenciennes, 1850)
- Astyanax paraguayensis (Fowler, 1918)
- Astyanax paranahybae Eigenmann, 1911
- Astyanax pirabitira Lucena et al., 2013
- Astyanax poetzschkei Ahl, 1932
- Astyanax procerus Lucena et al., 2013
- Astyanax rioverde Schmitter-Soto, 2017[3]
- Astyanax robustus Meek, 1912
- Astyanax ruberrimus Eigenmann, 1913
- Astyanax rupestris Zanata et al., 2018
- Astyanax salvatoris Schmitter-Soto, 2017[3]
- Astyanax saltor Travassos, 1960
- Astyanax scabripinnis (Jenyns, 1842)
- Astyanax scintillans Myers, 1928
- Astyanax sincora Burger et al., 2019
- Astyanax symmetricus Eigenmann, 1908
- Astyanax tamiahua Schmitter-Soto, 2017[3]
- Astyanax tarpon Eigenmann, 1912
- Astyanax tehuacanensis Schmitter-Soto, 2017[3]
- Astyanax trierythropterus Godoy, 1970
- Astyanax turmalinensis Triques, Vono & Caiafa, 2003
- Astyanax unitaeniatus Garutti, 1998
- Astyanax validus Géry, Planquette & Le Bail, 1991

‘Astyanax’ lineatus-Klade
- Astyanax lineatus (Perugia, 1891)
- Astyanax metae Eigenmann, 1914,

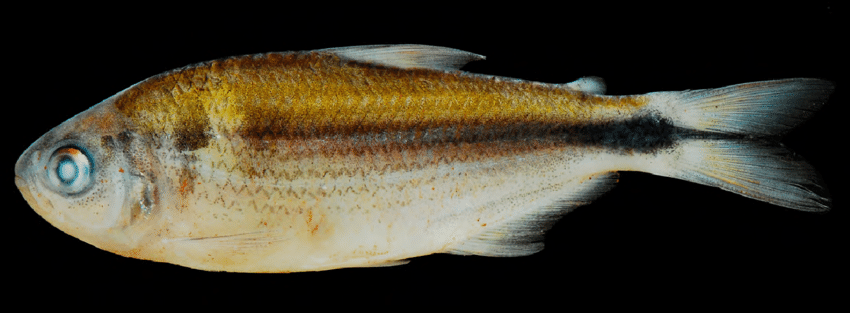
Astyanax lineatus

- Astyanax pirapuan Tagliacollo et al., 2011
- Astyanax venezuelae Schultz, 1944

‘Astyanax’ orthodus-Artengruppe, möglicherweise näher mit Astyanacinus verwandt.
- Astyanax boliviensis Ruiz-C et al., 2018
- Astyanax bopiensis Ruiz-C et al., 2018
- Astyanax embera Ruiz-C et al., 2018
- Astyanax gandhiae Ruiz-C et al., 2018
- Astyanax leoni Ruiz-C et al., 2023
- Astyanax orthodus Eigenmann in Eigenmann & Ogle, 1907
- Astyanax superbus Myers, 1942
- Astyanax villwocki Zarske & Géry, 1999
- Astyanax yariguies (Torres-Mejia, Hernández & Senechal 2012)